# Орлов, Дмитрий Михайлович
Дмитрий Михайлович Орлов (родился 20 июля 1937 года, г. Хмельницкий, Украина) — российский дирижёр и педагог, заслуженный артист Российской Федерации (1996), создатель, художественный руководитель и главный дирижёр Московского государственного симфонического оркестра для детей и юношества (1989—2017); лауреат премии города Москвы (2004); Автор книг : (научные издания) «История создания русской национальной школы. Симфоническое исполнительство XVIII—XX века», Изд. «КОМПОЗИТОР», М., 2020, книга 1.;
"Российская национальная дирижерская школа (вторая половина ХХ - начало XXI века), Изд. "Инфро-М", 2023, книга 2.;
"Женщины дирижеры - в оркестрах стран мира", изд. "КнигИздат", М., 2024.;  "Стань музыкою слово!". Великие российские поэты и писатели XIX-XX веков, Изд. "КнигИздат", М. 2024, книга 1.;
"Стань музыкою слово!". Выдающиеся российские поэты XX-XXI веков, Изд. "КнигИздат", М. 2024, книга 2.

## Биография
Дмитрий Михайлович Орлов родился в 1937 году в г. Хмельницком, на Украине. Учился в Одесской военно-музыкальной школе (1948—1952) игре на трубе. Окончил с серебряной медалью десятый класс в Московской военно-музыкальной школе (Троице-Лыково), с отличием — Институт военных дирижёров (1953 −1957). Служил военным дирижёром в воинских частях и военных училищах Ленинградского, Московского, Забайкальского, Сибирского военных округов (1957—1972). Учился на факультете оперно-симфонического дирижирования Новосибирской государственной консерватории им. М. И. Глинки в классе выдающегося дирижёра и педагога, народного артиста СССР А. М. Каца (1966—1971). Преподавал на Военно-дирижерском факультете Московской государственной консерватории, подполковник (1973—1978). После увольнения в запас по выслуге лет — педагог музыкальных учебных заведений Москвы.
В течение последующих лет Д. М. Орлов регулярно выступал с симфоническими оркестрами филармоний в Москве, Санкт-Петербурге, Екатеринбурге, Нижнем Новгороде, Перми, Ярославле, Воронеже, Белгороде, Новосибирске, Омске, Иркутске, Кисловодске, Одессе, Киеве, Харькове, Львове, Кишиневе, Минске, Ташкенте и в других городах.
В 1989 году Д. М. Орлов создал Московский симфонический оркестр «Современник», через год, ставший Государственным симфоническим оркестром для детей и юношества. С первых дней оркестр посвятил свою концертную деятельность музыкально-эстетическому воспитанию подрастающего поколения.
Д. М. Орлов имеет сына Виктора (1963 г.р., системный администратор, программист, г. Новосибирск) и дочь от второго брака — Юлию (1971 г.р., старший личный помощник заместителя главного Коронера Англии и Уэльса и старшего Коронера ее Величества г. Сандерленд). Внуки: Михаил Орлов (1998), Андрей Орлов (2004) и внучка Екатерина Ляйдер (1998).

### Творчество
С 1993 года Московский государственный симфонический оркестр для детей и юношества наряду с другими концертными залами и Дворцами культуры Москвы начал выступать с абонементными концертами в Большом зале Московской консерватории, а с 2002 года — в Зале Церковных Соборов Храма Христа Спасителя.
Д. М. Орлов создал новое направление в построении и содержании тематических концертных программ для юной аудитории. В них учитывалась психология слушательского восприятия, звучали произведения различных жанров и стилей, осуществлялась связь с литературой и поэзией.
В концертах оркестра принимали участие ведущие хоровые коллективы, солисты музыкальных театров и филармонии, юные талантливые исполнители. Количество специально подготовленных программ за прошедшие годы достигло ста пятидесяти. Это, например, программы «Ваши лучшие друзья — песня, марш и танец», «Сказки, былины, легенды», «Картинки с выставки», «Карнавал животных», «О мужестве, о подвигах, о славе», «Времена года», «Поклонимся великим тем годам», «Наши современники», «По странам и континентам», «С любовью к России», «Моя Москва», «Ромео и Джульетта», «Великий Гёте и музыка», «Фауст», «Пер Гюнт», «Шехеразада», «Спартак и Кармен», «Каприччио и болеро», «Спящая красавица», «Щелкунчик», «Петрушка», «Золушка», «Чиполлино», «Играют юные солисты» и многие другие программы. Это также концерты, посвященные А. С. Пушкину, М. Ю. Лермонтову, Н. В. Гоголю, Л. Н. Толстому, Ф. М. Достоевскому, С. А. Есенину, А. А. Блоку. Это монографические концерты, посвященные Глинке, Римскому-Корсакову, Чайковскому, Рахманинову, Стравинскому, Прокофьеву, Шостаковичу, Хачатуряну, Свиридову, Дунаевскому и другим композиторам. Это циклы из произведений Моцарта, Вагнера, а также Бетховена и Брамса — все симфонии и инструментальные концерты. Постоянно в репертуаре оркестра сочинения современных композиторов, среди которых значительное место занимают произведения московских авторов.
Газеты «Культура», «Музыкальное обозрение», «Литературная газета», журнал «Музыкальная жизнь» систематически печатали материалы о концертной деятельности оркестра. Музыкальные критики высоко оценивали искусство оркестра, его культуру, стилевую чуткость, отличные ансамблевые качества, художественные достоинства его интерпретаций. Концерты оркестра в Большом зале консерватории и зале Церковных Соборов записаны на диски DVD.

С искусством оркестра знакомы и студенты целого ряда вузов Москвы — МГУ, МГИМО, МАИ, МИСиС, Государственного университета управления и Московского государственного текстильного университета, где оркестр в разные годы выступал с циклами абонементных концертов.

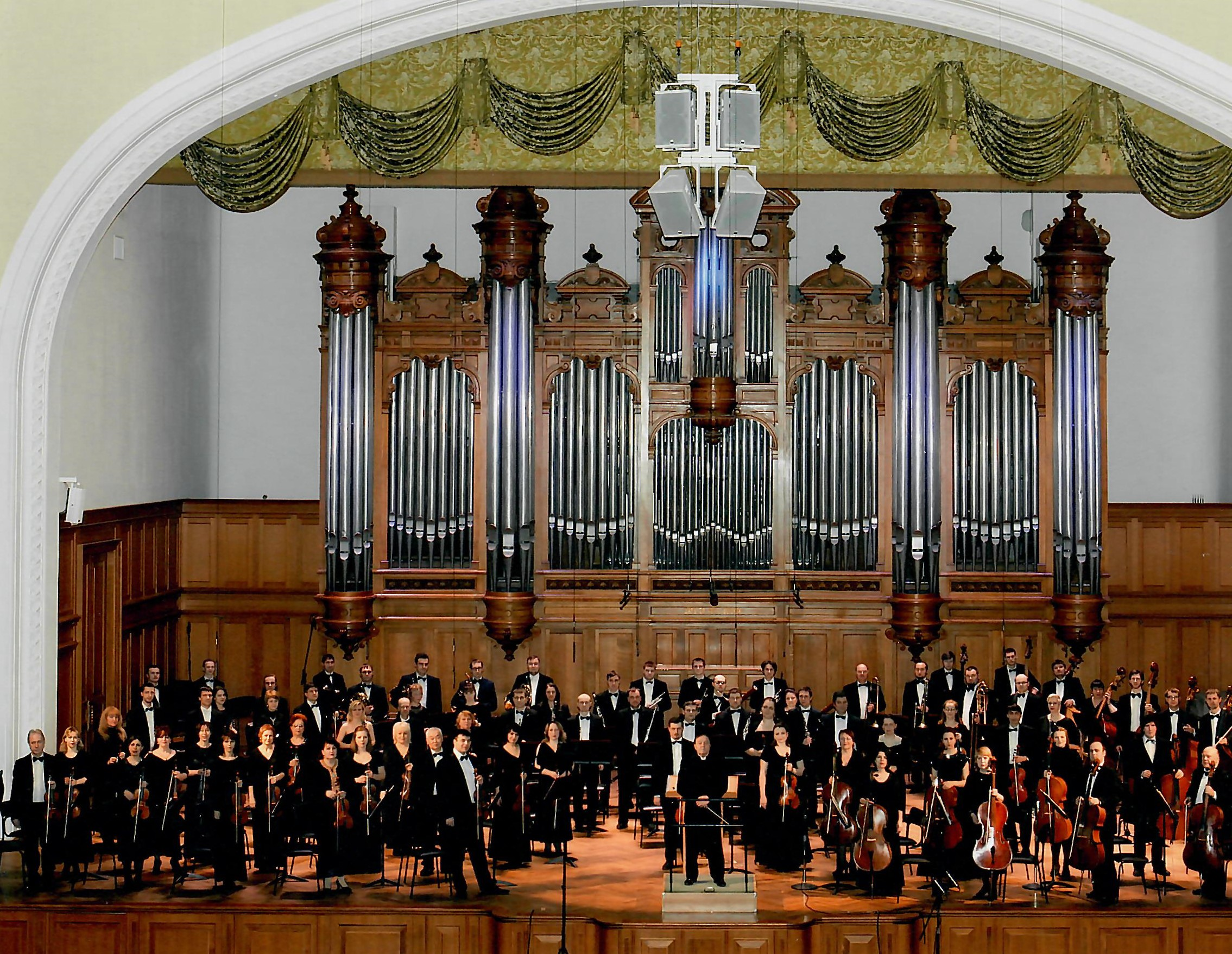
Московский государственный симфонический оркестр для детей и юношества на сцене Большого зала Московской консерватории

В журнале «Музыкальная жизнь» (1998, № 1) есть знаменитые слова об оркестре: «Аналогов оркестру Д.Орлова в мире не существует. Есть коллективы, и весьма известные, выступающие время от времени перед юными слушателями, но это уже иное. Этот оркестр всецело посвятил себя музыкально-просветительской работе с детьми и юношеством <…>. Специальные наблюдения показывают: для детей, которые хотя бы раз побывали на выступлении коллектива, бесследно это не проходит. Облучение искусством сказывается на их духовном развитии. Зерна, посеянные Орловым и его оркестром в душах ребят, идут в рост».
С 1995 года оркестр ежегодно проводил циклы концертов Московского международного фестиваля юных солистов в различных залах Москвы и Подмосковья, в которых за прошедшие годы участвовало свыше 500 юных дарований в возрасте от 8 до 18 лет из Москвы, других городов России, стран СНГ и многих стран мира.
Оркестр под управлением Д. М. Орлова успешно представлял российское исполнительское искусство на гастролях в Италии (1996, 2001), Испании (1998, 2005, 2006), Германии (1999, 2003, 2007, 2014, 2016), Болгарии и Турции (2000), Китае (2000, 2006—2012), Корее (2013), постоянно получая положительные отзывы в прессе.
В исполнении оркестра в зарубежных залах звучали сложнейшие произведения классической, романтической и современной музыки. К примеру, в марте 2014 года оркестр в семи городах Германии исполнял Увертюру к опере «Руслан и Людмила» Глинки, Симфонию № 2 «Богатырскую» Бородина, «Жар-птицу» Стравинского, Симфонию № 9 Шостаковича, Первый скрипичный концерт Прокофьева и «Шотландскую фантазию» для скрипки и арфы с оркестром Бруха, Первый фортепианный концерт Шопена и Фортепианный концерт Грига.
В многочисленных рецензиях подчеркивался высочайший профессионализм дирижёра Д. М. Орлова. Его репертуар обширен и ему подвластны интерпретации произведений самых различных эпох и стилей. Этому способствуют его глубокие знания, большой дирижёрский опыт, широкая эрудиция, высокий вкус и чувство стиля. В статье «Современный оркестр» (журнал «Музыкальная жизнь», 2003, № 1) известный музыковед Г. М. Цыпин писал о дирижёре Д. М. Орлове: «Он дирижёр российской школы, убежденный приверженец и последователь её традиций. Главное для него как интерпретатора — авторский замысел, идея произведения, её стиль. У него ясный, лаконичный дирижёрский жест, недвусмысленно и точно передающий его исполнительские намерения. Трактовки всегда хорошо продуманны, отличаясь как свежестью интерпретационных решений, так и стилистической чистотой, логикой развития музыкальных мыслей».

Дирижёр Д. М. Орлов систематически выступал на гастролях с симфоническими оркестрами различных регионов России, а также как гастролёр — неоднократно в США (Лас-Крусес, Майами, Сиэтл), в разные годы в Мексике, Китае, на Тайване, в Корее, Испании, Германии, Италии и Болгарии.

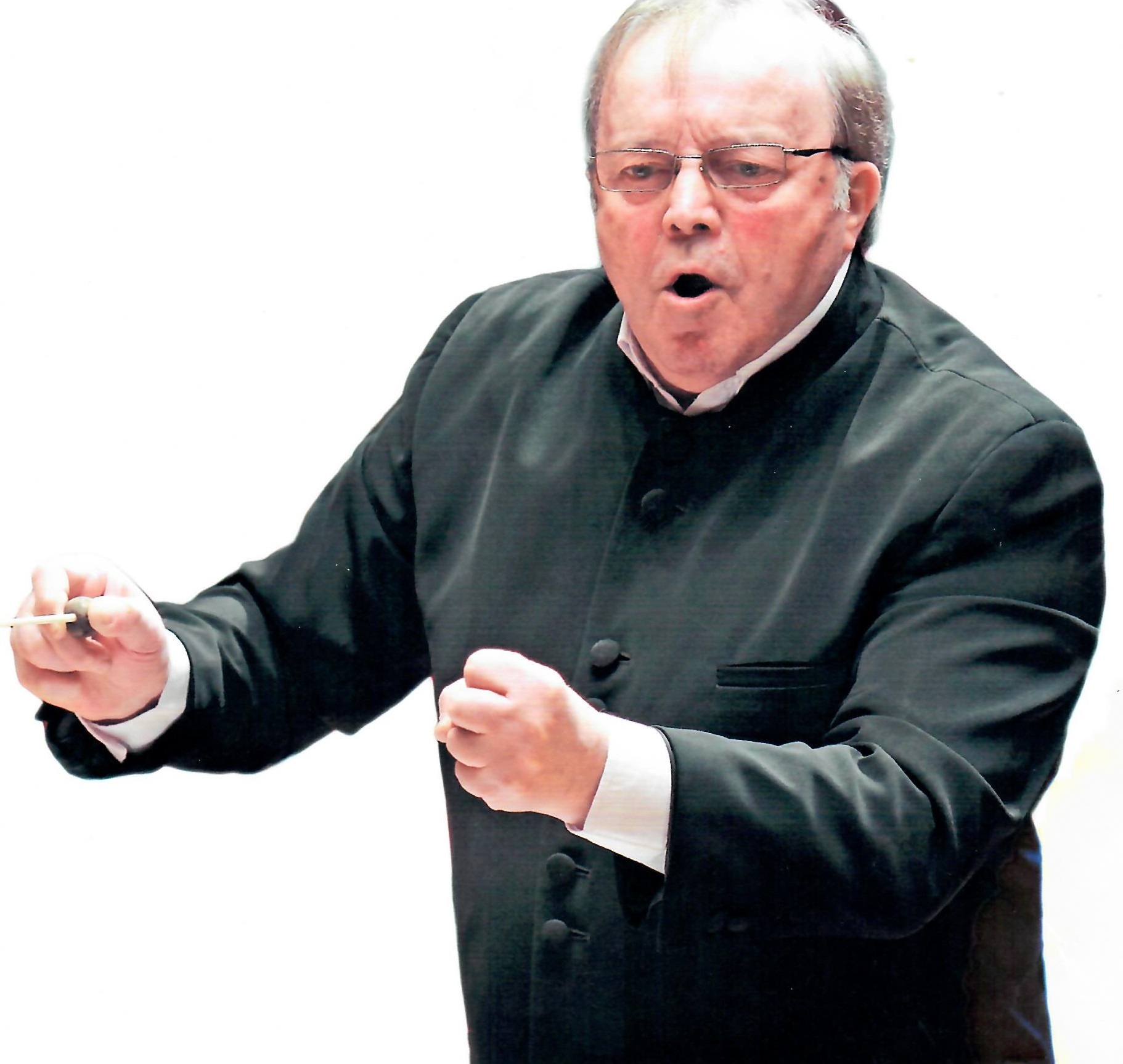
Под руководством дирижёра Дмитрия Орлова звучит эпизод из Пятой симфонии Д.Шостаковича

## Награды и звания
- Медали за безупречную службу в Вооружённых силах трёх степеней (1953—1978), юбилейные медали, Ветеран Вооруженных сил, подполковник;
- Заслуженный артист Российской Федерации — 1996 год;
- Лауреат Премии города Москвы — 2004 год, за концертную деятельность и значительный вклад в эстетическое воспитание детей;
- Орден Дружбы — 2009 год, за заслуги в области культуры и многолетнюю плодотворную работу;
- Орден Русской Православной Церкви преподобного Сергия Радонежского — 2012 год;
- Орден Русской Православной Церкви святого благоверного князя Даниила Московского «во внимание к трудам по духовно-нравственному воспитанию подрастающего поколения и к вкладу за сохранение традиционных ценностей в обществе».

## Видеофрагменты выступлений
- Звучит концерт Щелкова для трубы с оркестром
- Дирижер Орлов в Большом зале Московской консерватории
- Звучит фрагмент Испанской рапсодии Лало для скрипки с оркестром
- эпизод из Пятой симфонии Д. Шостаковича